# Élections législatives andorranes de 2009
Les élections législatives de 2009 en Andorre se sont tenues le 26 avril 2009 afin d'élire les vingt-huit membres de la cinquième législature du Conseil général.

## Présentation
| Suffrages exprimés         | Suffrages exprimés        | Suffrages exprimés | 14 679    |             | 14 sièges à pourvoir | 14 sièges à pourvoir |
|                            |                           |                    |           |             |                      |                      |
| Liste                      | Tête de liste             |                    | Suffrages | Pourcentage | Sièges acquis        | Var.                 |
| Parti social-démocrate     | Jaume Bartumeu Cassany    |                    | 6 610     | 45,03 %     | 6 / 14               | 0                    |
| Coalition réformiste       | Joan Gabriel i Estany     |                    | 4 747     | 32,34 %     | 5 / 14               | -1                   |
| Andorre pour le changement | Juan Eusebio Nomen Calvet |                    | 2 768     | 18,86 %     | 3 / 14               | -                    |
| Verts d'Andorre            | Isabel Lozano Muñoz       |                    | 466       | 3,17 %      | 0 / 14               | 0                    |
| Union national de progrès  | Tomas Pascual Casabosch   |                    | 88        | 0,6 %       | 0 / 14               | -                    |

| Suffrages exprimés         | Suffrages exprimés        | Suffrages exprimés | 14 447    |             | 14 sièges à pourvoir | 14 sièges à pourvoir |
|                            |                           |                    |           |             |                      |                      |
| Liste                      | Tête de liste             |                    | Suffrages | Pourcentage | Sièges acquis        | Var.                 |
| Parti social-démocrate     | Jaume Bartumeu Cassany    |                    | 6 457     | 44,69 %     | 8 / 14               | +2                   |
| Coalition réformiste       | Joan Gabriel i Estany     |                    | 5 021     | 34,75 %     | 6 / 14               | -2                   |
| Andorre pour le changement | Juan Eusebio Nomen Calvet |                    | 2 508     | 17,36 %     | 0 / 14               | -                    |
| Verts d'Andorre            | Isabel Lozano Muñoz       |                    | 461       | 3,19 %      | 0 / 14               | 0                    |